# Laurhervasia setacea
Laurhervasia setacea är en insektsart som först beskrevs av Johann Christoph Friedrich Klug 1838.  Laurhervasia setacea ingår i släktet Laurhervasia och familjen Nemopteridae. Inga underarter finns listade i Catalogue of Life.